# تيتسويا كاننو
تيتسويا كاننو (باليابانية: 菅野 哲也) (30 أغسطس 1989 في ايشيكاوا في اليابان – )؛ هو لاعب كرة قدم ياباني سابق كان يلعب كلاعب وسط.

## وصلات خارجية
- تيتسويا كاننو على موقع رابطة كرة القدم اليابانية للمحترفين (اليابانية)
- تيتسويا كاننو على موقع قاعدة بيانات كرة القدم.إي يو (الإنجليزية)
- تيتسويا كاننو على موقع Soccerway.com (الإنجليزية)